# Coelotes arganoi
Coelotes arganoi is een spinnensoort in de taxonomische indeling van de nachtkaardespinnen (Amaurobiidae).
Het dier behoort tot het geslacht Coelotes. De wetenschappelijke naam van de soort werd voor het eerst geldig gepubliceerd in 1978 door Paolo Marcello Brignoli.